# Sōbetsu
Sōbetsu (japanska: 壮瞥町?, Sōbetsu-chō) är en landskommun (köping) i Hokkaido prefektur i Japan.
I Sōbetsu uppkom 1988 yukigassen, snöbollskrig som lagsport.